# Friedinger Schlossberg
Der Friedinger Schlossberg ist ein Berg im Hegau auf der Gemarkung des Singener Stadtteils Friedingen. 

## Lage
Er liegt zentral im Landkreis Konstanz, rund sieben Kilometer nordwestlich des Untersees, einem Teil des Bodensees, dessen Mittelwasserstand er mit einer Höhe von 547,2 m ü. NHN um rund 150 m überragt. Damit ist er die höchste Erhebung einer Kette von Bergen und Hügeln, die zusammen die Hegauniederung in ein nördliches und ein südliches Becken unterteilen. Dieser Höhenzug besteht hauptsächlich aus Oberer Meeresmolasse, die den ältesten Felsuntergrund der heutigen Fläche der Stadt Singen bildet und in grobsandigen Lagen Muscheln, Schnecken und Haifischzähne enthalten. Am Nordostrand des benachbarten Buchberges sind diese Schichten in einem stillgelegten Steinbruch aufgeschlossen. Wählt man am Schlossberg den steilen, direkten Weg zum Gipfel über den nordwestlichen Bergkamm, so trifft man ab 520 m ü. NHN auch hier auf diese grobsandigen Schichten. Am Nordhang dagegen erkennt man beim Aufstieg am Rande des alten Weges, der sich als Hohlgasse im Laufe der Jahrhunderte tief eingegraben hat, vom so genannten Siechenhaus, in Landkarten als Leprosenhaus bezeichnet, kommend, die zur Oberen Meeresmolasse gehörenden graugrünen feinkörnigen Glaukonitsande, die teilweise auch zerbrochen auf dem Weg liegen und dort ab einer Höhe von 500 m ü. NN bis 510 m ü. NN anstehen. Wählt man hier den abzweigenden Weg bis man nach ca. 100 m eine ebene Fläche erreicht, ist der Sandschiefer ebenfalls aufgeschlossen. Hier befindet sich außerdem eine kleine Höhle, in der die Bergbevölkerung bei Bedarf Schutz aufsuchte.
Ab einer Höhe von 540 m ü. NHN ist die Obere Meeresmolasse von Nagelfluh überdeckt, die den eigentlichen Gipfel des Berges bilden und von der Burg eingenommen wird. Dieses Gestein, das an groben Beton erinnert, setzt sich hauptsächlich aus alpinen Gesteinen, wie Flysch-Sandstein, Kristallingestein und Dolomitstein zusammen und wurde in der Mindeleiszeit von den Gletschern hier her verlagert.
Auf dem Friedinger Hausberg liegen zwei zu Friedingen gehörende Wohnplätze. Dies sind der Schlosshof am Südhang und, auf dem Berggipfel thronend, die Burg Hohenfriedingen, die als einzige Höhenburg im deutschen Teil des Hegaus noch bewohnbar und das weithin sichtbare Wahrzeichen von Friedingen ist.
Wegen des milden Klimas durch die Nähe zum Bodensee und der exponierten Lage dienten die sonnigen süd- und südostorientierten Berghänge bis ins 20. Jahrhundert und lange Zeit davor dem Weinbau, der mit dem Verbot der Pflanzung amerikanischer Rebsorten im Jahre 1929 aufgegeben wurde. Heute zeigen sich die ehemaligen Weinbauflächen hauptsächlich als Wiesen, die durch Beweidung kurz gehalten werden, mit vereinzelten, schattenspendenden Bäumen, Baumgruppen und Sträuchern. Seit 2023 wird auf einem kleinen Teil von 1,0 ha der ehemaligen Weinberge wieder Wein angebaut. Die nördlich orientierten Berghänge sind dagegen hauptsächlich mit Wald bedeckt.

## Landschaftsschutzgebiet
Bereits am 9. Mai 1957 wurde auf den Gemarkungen der Gemeinden Friedingen im Landkreis Konstanz und Steißlingen im Landkreis Stockach durch das damalige Regierungspräsidium Südbaden der Friedinger Schlossberg und der benachbarte Jöhlisberg mit einer Fläche von 387,3 ha unter dem Namen Schlossberg Friedingen (Schutzgebietsnummer 3.35.007) unter Landschaftsschutz gestellt.